# Kullig

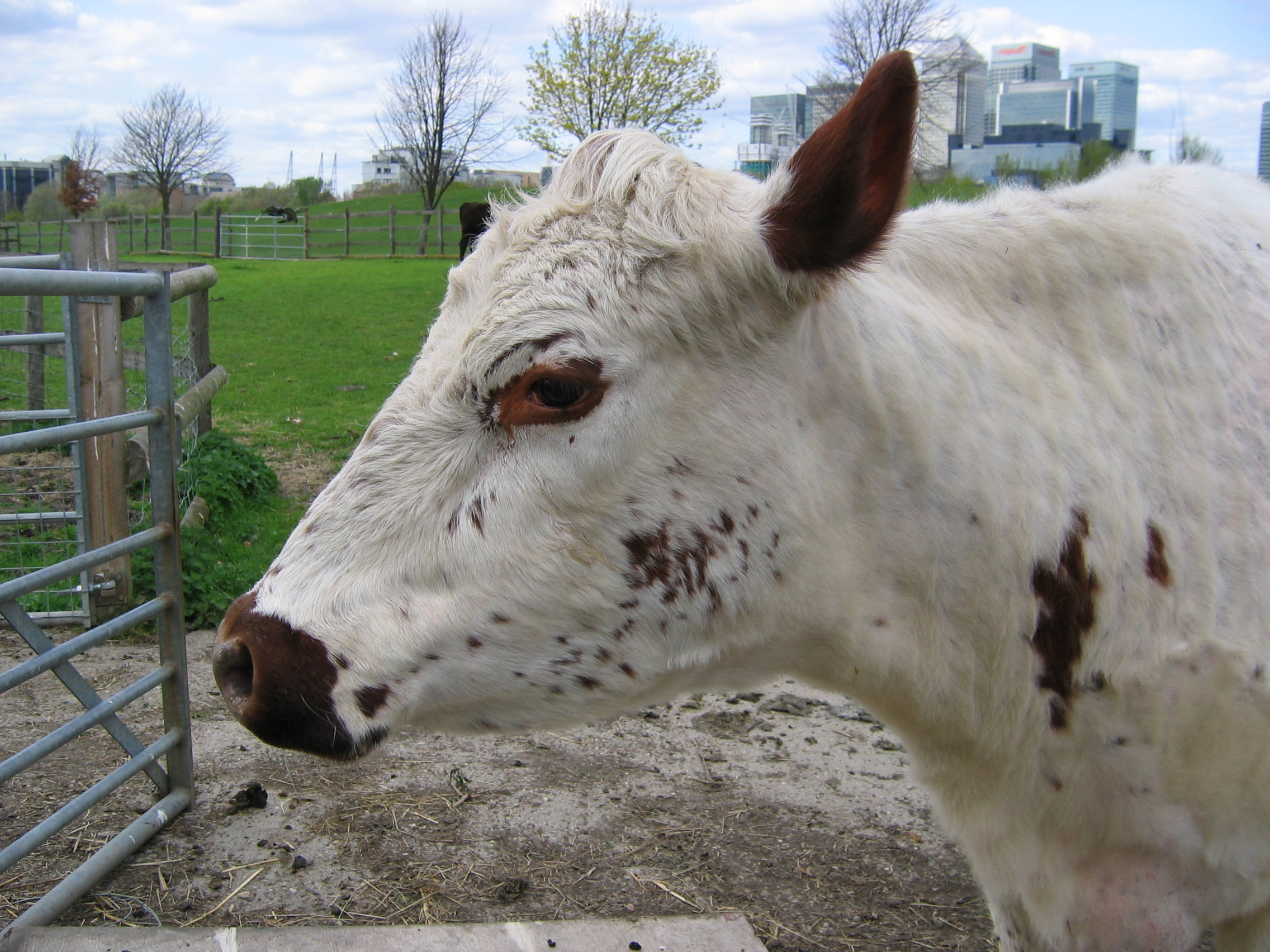
En naturligt hornlös, kullig, ko.

Kullig betecknar för nötkreatur, får och getter raser där horn saknas inom arter där horn annars ofta förekommer. Till exempel är fjällkor kulliga.
Ordet förekommer även i namnet på nötkreatursrasen rödkulla, vars kännetecken är att de är rödbruna i färgen och saknar horn. Ordet kommer av ordet kulle.